# Andrei Rybakou
Andrei Rybakou (biélorusse: Андрэй Рыбакоў) est un haltérophile biélorusse né le 4 mars 1982 à Mogilev. 
Il a remporté des médailles d'argent dans la catégorie des moins de 85 kg en 2004 et en 2008 aux Jeux olympiques d'été. 
En avril 2006, il a remporté le Championnat d'Europe. Plus tard, au cours des Championnats du monde d'haltérophilie 2006, il a été couronné champion du monde dans la catégorie des moins de 85 kg. 
Il a remporté la médaille d'or dans la catégorie des moins de 85 kg lors des championnats du monde d'haltérophilie 2007.
Aux Jeux olympiques d'été de 2012 à Londres, il est éliminé dès le début, échouant à l'arraché.
Le 26 octobre 2016, le Comité international olympique annonce sa disqualification des Jeux de Pékin (et le retrait de sa médaille d'argent) en raison de la présence de substances interdites dans les échantillons prélevés lors de ces Jeux.